# 小橋マリカ
小橋 マリカ（こばし まりか、2001年5月17日 - ）は、日本のプロレスラーである。東京女子プロレスに所属していた。神奈川県出身。 

## 経歴
2015年
- 5月23日、東京女子プロレス北沢タウンホール大会にて4人の練習生のうちの一人「まりか(仮)」として紹介される。
- 12月12日、春日部ふれあいキューブ大会にて2016年1月4日の後楽園ホール大会でのデビューが発表。合わせてリングネームを「小橋マリカ」と発表。

2016年
- 1月4日、東京女子プロレス後楽園ホール大会にて、小橋マリカ＆辰巳リカvsえーりん＆滝川あずさ戦でデビュー。パートナーの辰巳が勝利。
- 10月29日、横浜ラジアントホール大会をもって受験勉強に集中するため休業。復帰は2017年春を予定している。

2017年
- 4月8日、成増アクトホール大会にて復帰。JCレスラーからJKレスラーとなる。
- 7月30日、新宿FACE大会にて試合終了後に山下実優からフォールを奪いアイアンマンヘビーメタル級王座を戴冠するも退場間際にチェリーに急襲され王座陥落。

2018年
- 5月3日、後楽園ホール大会にてNEO美威獅鬼軍の保持するTOKYOプリンセスタッグ王座に挑戦し、アズサ・クリスティからドロップキックで勝利。
- 6月、練習中に予てから痛めていた肩を負傷し欠場。
- 8月、医師の許可が降りず欠場が長期となったため王座返上。

2019年
- 1月4日、後楽園ホール大会にて復帰。
- 大学受験のため5月25日・北沢タウンホール大会を最後に1年間のプロレス休養を発表。5月3日、JK時代の思い出として1st写真集『JKレスラー』を発売する[1]。

2020年
- 5月3日、『egg』の読者モデル「egg girls」に選出[2]。
- 10月3日、成増アクトホール大会にて復帰。ギャルレスラーとなる。

2021年
- 12月6日、2022年4月17日・両国KFCホール大会を以って東京女子プロレスを卒業することを発表。

2022年
- 4月10日、新木場1stRingで行われた東京女子プロレス番外興行「TJPW INSPIRATION」において憧れのレスラーであるアブドーラ・小林とタッグを組んでアントーニオ本多・SAKI組と対戦。試合終了後、小橋と小林の強い要望によりエクストラマッチとして両者の3分1本勝負が行われた。
- 4月17日、東京・両国KFCホールで開催された「TJPW SPRING TOUR ’22」にて、1vs20のハンディキャップマッチで卒業記念試合を行い、これをもって東京女子プロレスを卒業[3]。
- 11月22日、P.P.P.TOKYO新木場1stRing大会の対ちゃんよた・山下りな戦でフリーランスとしてプロレス復帰。パートナーは夏すみれ。

2023年
- 1月20日、東京都・ベルサール高田馬場にて開催された「FIBREPLEX presents NEW BLOOD 7」に初参戦し琉悪夏と対戦するも、琉悪夏の冷凍庫爆弾で3カウントを取られ敗退[4]。
- 8月イギリスのスコットランド留学中にロンドンのprowrestling EVEに参戦し、海外進出を果たす。
- 11月1日、東京・新木場1stRINGにて開催された「GanJo Family Stadium’23」でバニー及川と対戦し、フロント・ネックロックにより勝利[5]。

2024年
•1月27日、マレーシア APAC wrestlingに日本人1人で参戦しアジア進出を果たす。

## 人物
- 小学5年の頃に大日本プロレスの開催している商店街プロレスを見てプロレスに興味を持つ。
- 自身もプロレスを始めたいと思い、中学生でも練習生を応募していた東京女子プロレスに応募。同団体の「未来少女オーディション」に合格し練習生になる。
- DDTグループとしては初めての21世紀生まれの最年少プロレスラーとなった[6]。
- アブドーラ小林とフランク篤（旧・大橋篤)を目標とするため、両選手の名字から一字ずつもらい「小橋」というリングネームになった。
- タッグ王座へ挑戦するにあたり、パートナーの才木玲佳に師事し肉体改造に挑んだ。

## 得意技
マシンガンチョップ
大根切りチョップ
駆け上がり式ブルドッキング・ヘッドロック
コーナーを駆け上がりスイングして叩きつける
初期より使用していたが2019年よりフィニッシュムーブとなる
ボアコンストリクター
フロント・ネックロック。ギャル化以降のメインフィニッシャー。
愛してますチョップ
アブドーラ・小林のオマージュ技。「○○(会場または会場のある地名)の皆さん、愛してまーす!」の発声の後コーナートップから飛び降りつつ放つ脳天へのチョップ。
バカチンガー・エルボー
アブドーラ・小林のオマージュ技。「この、バカチンがー!」と叫んでから放つエルボー・ドロップ。
逆片エビ固め
アブドーラ小林のオマージュ技(ただし、小林の得意技は逆エビ固め)。
ドロップキック
初めてタッグ王座を獲った際のフィニッシャーとなった
レッグドロップ
仰向けの相手にその場飛びで仕掛けるほか、ダイビング式や飛行機投げで転がし長座させた相手の胸板に対し斜めに落とすタイプのバリエーションを持つ。
リストクラッチ式チョークスラム
マッスルJK期に使用。相手の右手首を股下を通した左手で掴んで持ち上げ右手でチョークスラムを仕掛ける。肩の負傷以降は封印。

## 入場曲
I know my way ／ SHuN-BOX
2022年11月22日の復帰戦より使用
GO MY WAY ／ （オリジナル曲）
2018年4月7日の王子大会より東京女子プロレス卒業まで使用
Chu Chu ／ READY TO KISS
以前の使用曲

## タイトル歴
東京女子プロレス
- 第3代TOKYOプリンセスタッグ王座（パートナーは才木玲佳）

DDTプロレスリング
- アイアンマンヘビーメタル級王座（第1267代）

## 出演

### テレビ
- アキナのギャルしか勝たん〜ギャルの力で世界を変えよう〜（毎日放送、2022年3月15日 - ）
- エルフ荒川の＃おはようギャルです（朝日放送テレビ、2023年5月12日）[9]

### ウェブテレビ
- ぶるぺん（2018年9月、GYAO!）[10]